# شینجی کانکو
شینجی کانکو (انگلیسی: Shinji Kaneko؛ زادهٔ ۳ آوریل ۱۹۸۷) بازیکن فوتبال اهل ژاپن است.